# Kyawswa II
Cette page contient des caractères spéciaux ou non latins. S’ils s’affichent mal (▯, ?, etc.), consultez la page d’aide Unicode.
Kyawswa II de Pinya, ou Kyawswange (birman ကျော်စွာငယ်, tɕɔ̀zwà ŋɛ̀ ; 1328–1359) fut le quatrième souverain du Royaume de Pinya, dans le centre de la Birmanie (République de l'Union du Myanmar). Il succéda à son père Kyawswa I en 1350 et régna jusqu'à sa mort en 1359,, au moment où commençaient les importants raids shans (1359–1368) qui allaient abattre son royaume et celui de Sagaing en 1364. Son jeune frère Narathu lui succéda.

## Maître de quatre éléphants blancs
Kyawswa se proclama Laysishin (Maître de quatre éléphants blancs), car il posséda quatre de ces animaux, symboles d'autorité royale, au cours de son règne. Son grand-père Thihathu était aussi connu sous le nom de Tasishin (Maître de l'éléphant blanc) et son père Kyawswa I sous celui de Ngarsishin (Maître de cinq éléphants blancs).